# Luiza Erundina

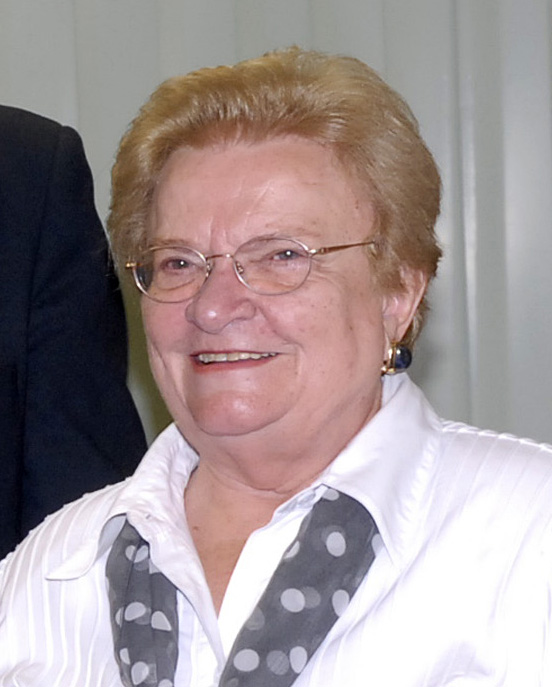
Luiza Erundina, 2006

Luiza Erundina de Sousa (* 30. November 1934 in Uiraúna, Paraíba) ist eine brasilianische Politikerin.

## Leben und politische Laufbahn
Luiza Erundina wuchs in einer Kleinstadt im Hinterland von Paraíba auf. An der Universidade Federal da Paraíba erlangte sie den Bachelor-Grad in Sozialdiensten und an der Universidade de São Paulo den Magister-Grad in Soziologie.
1980 trat sie in den Partido dos Trabalhadores (PT), der Arbeiterpartei, ein und wurde für die Amtsperiode vom 15. März 1983 bis 15. März 1986 als Stadtverordnete in die Câmara Munical von São Paulo gewählt. Bei den allgemeinen Wahlen von 1986 bewarb sie sich erfolgreich als Abgeordnete der Gesetzgebenden Versammlung des Bundesstaates São Paulo und nahm diese Aufgabe vom 15. März 1987 bis 31. Dezember 1988 wahr. 1988 hatte sie für das Bürgermeisteramt von São Paulo kandidiert und wurde 45. Stadtpräfektin dieser Millionenstadt vom 1. Januar 1989 bis 1. Januar 1993. Sie war damit die erste weibliche Bürgermeisterin einer der Metropolen in Lateinamerika.
Sie folgte dann der Ernennung als Ministerin der Bundesverwaltung in der Hauptstadt Brasília in der Regierung von Itamar Franco vom 28. Februar 1993 bis 20. Mai 1993. 1997 trat sie in den Partido Socialista Brasileiro (PSB) über. Seit dem 1. Februar 1999 ist sie Bundesabgeordnete für den Bundesstaat São Paulo in der Abgeordnetenkammer Brasiliens.
Als Reformpolitikerin kritisierte sie zwar Dilma Rousseff, war aber gegen ein Impeachment (Amtsenthebung) und mit ihrer Partei PSB anlässlich des Amtsenthebungsverfahren gegen Dilma Rousseff nicht mehr einverstanden. Sie wechselte deshalb 2016 zur Partido Socialismo e Liberdade (PSOL). Bei den Kommunalwahlen 2016 bewarb sie sich erneut um das Amt der Stadtpräfektin der Stadt São Paulo, wurde aber bei Erreichung von nur 183.999 Stimmen nicht gewählt.

## Auszeichnungen
Zu ihren Ehrungen gehört u. a. 2001 das Diploma Bertha Lutz für ihren Einsatz als Frauenrechtlerin.